# Cyrus Grek
Cyrus Grek – syryjski pisarz chrześcijański z V wieku. Był biskupem Mabbug i  autorem dzieła „Różnice między sektami”.